# Tu cara me suena (programa de televisión uruguayo)
Tu cara me suena es un concurso de talentos uruguayo que se estrenó el 10 de marzo de 2025 por Teledoce.
Se trata de una adaptación del formato homónimo de origen español, en el que los participantes son caracterizados como un artista específico, utilizando maquillaje y otros elementos para interpretar una de sus canciones, imitando con la mayor precisión posible tanto su voz como sus movimientos.

## Historia
A mediados de diciembre de 2024 se anunció que Teledoce estaba preparando una adaptación del formato español Tu cara me suena con Maximiliano de la Cruz frente a la conducción, como una de sus apuestas de programación para el siguiente año. Días más tarde se confirmó a Claudia Fernández como integrante del panel de jurados; y a inicios de enero, a Agustina Morales como la primera participante.

## Equipo

### Conducción
| Temporada              | 1    | 2    |
| Año                    | 2025 | 2025 |
| ---------------------- | ---- | ---- |
| Maximiliano de la Cruz |      |      |

### Jurado
| Jurado            | Temporadas | Temporadas |
| Jurado            | 1          | 2          |
| ----------------- | ---------- | ---------- |
| Claudia Fernández |            |            |
| Lucia Rodriguez   |            |            |
| Santiago Tavella  |            |            |

## Participantes

### Tu cara me suena 1
- 10 de marzo de 2025 – 28 de abril de 2025

|                   |            | Edad                  | Ocupación         | Resultado |
| ----------------- | ---------- | --------------------- | ----------------- | --------- |
|                   | Nacho Obes | 41 años               | Cantante y músico | Ganador   |
| Annasofia Facello | 38 años    | Actriz y comunicadora | 2.ª finalista     |           |
| José Fabini       | 17 años    | Actor                 | 3.er finalista    |           |
| Mariano Martínez  | 55 años    | Cantante y músico     | 4.º finalista     |           |
| Sole Ramírez      | 30 años    | Cantante              | 5.ª clasificada   |           |
| Majo Álvarez      | 35 años    | Cantante              | 6.ª clasificada   |           |
| Christian Font    | 46 años    | Periodista y actor    | 7.º clasificado   |           |

#### Puntuaciones e imitaciones
|           | Programa 1                             | Programa 2                                | Programa 3                       | Programa 4                                    | Programa 5                        | Programa 6                            | Programa 7 - Semifinal                      | Programa 8 - Final     | Acumulado |
| --------- | -------------------------------------- | ----------------------------------------- | -------------------------------- | --------------------------------------------- | --------------------------------- | ------------------------------------- | ------------------------------------------- | ---------------------- | --------- |
| Nacho     | 34 pts (Ed Sheeran)                    | 49 pts (Tina Turner)                      | 36 pts (Freddie Mercury (Queen)) | 27 pts (Michael Jackson)                      | 37 pts (Brian Johnson (AC/DC))    | 30 pts (Bruno Mars)                   | 39 pts (Adam Lavine)                        | 34 pts (Rod Stewart)   | 284 pts   |
| Annasofia | 41 pts (Debbie Harry (Blondie))        | 36 pts (Natalia Oreiro)                   | 27 pts (Madonna)                 | 58 pts (Alanis Morissette)                    | 37 pts (Jaime Roos)               | 27 pts (Taylor Swift)                 | 34 pts (Gwen Stefani (No Doubt))            | 33 pts (Cher)          | 293 pts   |
| José      | 50 pts (Paul McCartney (The Beattles)) | 30 pts (Charly García)                    | 31 pts (Elton John)              | 48 pts (Carlos Gardel)                        | 39 pts (Jim Morrison (The Doors)) | 24 pts (Emanuel Noir (Ke Personajes)) | 35 pts (Roberto Musso (El Cuarteto de Nos)) | 32 pts (Elvis Presley) | 282 pts   |
| Mariano   | 28 pts (Gabriel Peluffo)               | 33 pts (Mick Jagger (The Rolling Stones)) | 41 pts (Valeria Lynch)           | 33 pts (Lucas Sugo)                           | 34 pts (Pappo)                    | 51 pts (Sandro)                       | 31 pts (John Lennon)                        | 27 pts (Vicentico)     | 278 pts   |
| Sole      | 35 pts (Rosalía)                       | 46 pts (Billie Eilish)                    | 28 pts (Shakira)                 | 30 pts (Harry Styles)                         | 37 pts (Soledad)                  | 45 pts (Christina Aguilera)           | 28 pts (Nathy Peluso)                       | Amy Winehouse          | 249 pts   |
| Majo      | 48 pts (Selena)                        | 29 pts (Thalía)                           | 24 pts (Celia Cruz)              | 30 pts (Raffaella Carrà)                      | 33 pts (Ángela Leiva)             | 35 pts (Emilia)                       | 45 pts (Isabel Pantoja)                     | Jennifer Lopez         | 244 pts   |
| Christian | 31 pts (Robbie Williams)               | 22 pts (Raphael)                          | 58 pts (José Carbajal)           | 26 pts (Guillermo Peluffo (Trotsky Vengaran)) | 28 pts (Ricardo Arjona)           | 33 pts (Eminem)                       | 33 pts (Julio Iglesias)                     | Bruce Springsteen      | 231 pts   |

### Tu cara me suena 2
- 5 de mayo de 2025 - 23 de junio de 2025

|                       |                  | Edad            | Ocupación | Resultado |
| --------------------- | ---------------- | --------------- | --------- | --------- |
|                       | Josefina Damiani | 29 años         | Cantante  | Ganadora  |
| Agustina Giovo        | 25 años          | 2.ª finalista   | Cantante  |           |
| Celina Pereyra        | 21 años          | 3.ª finalista   | Cantante  |           |
| Agus Morales          | 32 años          | 4.ª finalista   | Cantante  |           |
| Fabián "Fata" Delgado | 58 años          | 5.º clasificado | Cantante  |           |
| El Reja               | 31 años          | 6.º clasificado | Cantante  |           |
| Paula Go              | N/A              | 7.ª clasificada | Cantante  |           |

#### Puntuaciones e imitaciones
|          | Programa 1                                      | Programa 2                                                               | Programa 3                                   | Programa 4                                                  | Programa 5                           | Programa 6                                    | Programa 7 - Semifinal                                 | Programa 8 - Final    | Acumulado |
| -------- | ----------------------------------------------- | ------------------------------------------------------------------------ | -------------------------------------------- | ----------------------------------------------------------- | ------------------------------------ | --------------------------------------------- | ------------------------------------------------------ | --------------------- | --------- |
| Josefina | 39 pts (Karina)                                 | 22 pts (Marta Sánchez)                                                   | 54 pts (Dolores O'Riordan (The Cranberries)) | 26 pts (Sandra Mihanovich)                                  | 30 pts (Linda Perry (4 non Blondes)) | 34 pts (Ana Torroja (Mecano))                 | 49 pts (Patricia Sosa)                                 | 34 pts (Celine Dion)  | 288 pts   |
| Agustina | 46 pts (Lali Espósito)                          | 26 pts (Avril Lavigne)                                                   | 29 pts (Nicki Nicole)                        | 47 pts (Axl Rose (Guns n' Roses))                           | 34 pts (Olivia Rodrigo)              | 39 pts (Karol G)                              | 43 pts (Sabrina Carpenter)                             | 33 pts (Mon Laferte)  | 297 pts   |
| Celina   | 40 pts (Cyndi Lauper)                           | 49 pts (Liza Minnelli)                                                   | 30 pts (Pink)                                | 32 pts (Julieta Venegas)                                    | 26 pts (Fabiana Cantilo)             | 44 pts (Frank Sinatra)                        | 46 pts (Tini)                                          | 32 pts (Katy Perry)   | 299 pts   |
| Agus     | 33 pts (Laura Pausini)                          | 29 pts (Britney Spears)                                                  | 47 pts (Eros Ramazzotti)                     | 28 pts (Ariana Grande)                                      | 51 pts (Aitana)                      | 23 pts (Amaia Montero (La Oreja de Van Gogh)) | 35 pts (Dua Lipa)                                      | 27 pts (Mariah Carey) | 273 pts   |
| Fata     | 36 pts (Chacho Ramos)                           | 29 pts (Paz Martínez)                                                    | 26 pts (Carlos Vives)                        | 49 pts (Gustavo "Cucho" Parisi (Los Auténticos Decadentes)) | 48 pts (María Martha Serra Lima)     | 29 pts (Dyango)                               | 26 pts (Mario "Pájaro" Gómez (Vilma Palma e Vampiros)) | El Reja               | 243 pts   |
| Reja     | 23 pts (Miguel Abuelo (Los Abuelos de la Nada)) | 43 pts (La Mona Jiménez)                                                 | 31 pts (Néstor en Bloque)                    | 37 pts (Pity Álvarez)                                       | 26 pts (Leo Mattioli)                | 46 pts (El Polaco)                            | 20 pts (Walter Olmos)                                  | Fabián "Fata" Delgado | 226 pts   |
| Paula    | 28 pts (Miley Cyrus)                            | 47 pts (Lady Gaga con Nacho Obes como Bradley Cooper (Trae un invitado)) | 28 pts (Ana Belén)                           | 26 pts (Gilda)                                              | 30 pts (Beyoncé)                     | 30 pts (Patricio Sardelli (Airbag))           | 26 pts (Gloria Estefan)                                | Adele                 | 215 pts   |

## Especiales

### Especial cuentos infantiles
- 30 de junio de 2025

|                 |                  | Edad               | Ocupación                          | Imitación                    |
| --------------- | ---------------- | ------------------ | ---------------------------------- | ---------------------------- |
|                 | Josefina Damiani | 29 años            | Cantante                           | Judy Garland (El mago de Oz) |
| Christian Font  | 46 años          | Periodista y actor | Mary Poppins y Bert (Mary Poppins) |                              |
| Paula Go        | N/A              | Cantante           | Mary Poppins y Bert (Mary Poppins) |                              |
| Agustina Giovo  | 25 años          | Cantante           | Elsa (Frozen)                      |                              |
| Agus Morales    | 32 años          | Cantante           | Aitana (Aladdin)                   |                              |
| Gaspar Valverde | 50 años          | Periodista         | Carlos Rivera (Coco)               |                              |

### Especial dúos
- 7 de julio de 2025

|                        |              | Edad                      | Ocupación                                      | Imitación                               |
| ---------------------- | ------------ | ------------------------- | ---------------------------------------------- | --------------------------------------- |
|                        | Majo Álvarez | 35 años                   | Cantante                                       | Joaquín Galán y Lucía Galán (Pimpinela) |
| El Reja                | 31 años      |                           | Cantante                                       | Joaquín Galán y Lucía Galán (Pimpinela) |
| Pilar Etcheverry       | N/A          | Annie Lenox y David Bowie | Cantante                                       |                                         |
| Annasofia Facello      | 38 años      | Annie Lenox y David Bowie | Actriz y comunicadora                          |                                         |
| Mariano Martínez       | 55 años      | Cantante y músico         | Andrea Bocelli y Marta Sánchez                 |                                         |
| Sole Ramírez           | 30 años      | Cantante                  | Andrea Bocelli y Marta Sánchez                 |                                         |
| Maximiliano de la Cruz | 49 años      | Actor y presentador       | Frank Sinatra y Liza Minelli                   |                                         |
| Celina Pereyra         | 21 años      | Cantante                  | Frank Sinatra y Liza Minelli                   |                                         |
| Claudia Fernández      | 49 años      | Modelo y actriz           | Encarna Salazar y Toñi Salavar (Azúcar Moreno) |                                         |
| Lucia Rodriguez        | 44 años      | Actriz y presentadora     | Encarna Salazar y Toñi Salavar (Azúcar Moreno) |                                         |